# グラウンド・ビート
グラウンド・ビート(Ground Beat)は1980年代後半に発生・流行した音楽スタイル。特有のリズム、またはそのリズムで構成された楽曲を指す。

## 概要
グラウンド・ビートのサウンドは、ドラムマシンのリズム（具体的にはクローズドハイハットの16分3連音符の配置により構成されている所が特徴）を中心としている。
欧米でヒットを放ったのは、UKグループでジャマイカ移民のコミュニティー出身であったソウル・II・ソウルである。1989年以降「キープ・オン・ムーヴィン/Keep On Movin」「バック・トゥ・ライフ」などがヒットし、ブームとなった。グラウンド・ビートは、広義にはイギリスのリズム・アンド・ブルースにも含まれるブリティッシュ・ソウル。ソウル・II・ソウルは、レイヴなどダンス・イベントに対するイギリス政府の弾圧に反対しており、何回か逮捕されている。1992年にはレゲエ・シンガーのリッチー・スティーブンスをヴォーカルに迎え、「ジョイ」を全米R&Bチャートへ送り込んだ。
グラウンド・ビートは1980年代末にレア・グルーヴ、ジャズ・ファンク、アシッドジャズ等と共に流行した。メンバー（ネリー・フーパー）が重複するイギリス・ブリストル出身のユニットマッシヴ・アタックとトリップ・ホップへと影響を与えていった。
リズムの特徴としては、16ビートのリズムにいわゆる「タメ」がある、それまでよく知られていたR&Bに似たリズムを、HIP-HOPやダンス系の曲にマッシュアップ(mashup)したことがあげられる。半音転調、ストリングスの4分打ちバッキング、音切りブレイク等による演出、軽い音色のキーボード、所謂808・909系で且つ軽めのドラムを多用した音楽も特徴。レゲエ、R＆Bの双方の影響が見受けられる。
グラウンドビートのリズムを用いたマッシュアップも生まれた。J.t & The Big Family『Moments In Soul』は、Art of Noise『Moments In Love』と、Soul II Soul『Back To Life』のマッシュアップの例である。

## 主要アーティスト
- ソウル・II・ソウル
- キャロン・ウィーラー
- ジャジー・B（英語版）
- 屋敷豪太